# 호리고메 유키
호리고메 유키(일본어: 堀米 勇輝, 1992년 12월 13일 ~ )는 일본의 축구 선수이다. 현재 J1리그의 사간 도스에서 뛰고 있다.

## 구단 경력
그는 2011년부터 J리그의 방포레 고후, 로아소 구마모토, 에히메 FC, 교토 상가 FC, 방포레 고후, 제프 유나이티드 지바, 몬테디오 야마가타, 사간 도스에서 뛰었다.

## 국가대표팀 경력
그는 2009년 FIFA U-17 월드컵에 참가할 일본 U-17 국가대표팀에 발탁되었으며, 3경기에 출전했다.